# (35820) 1999 JM50
1999 JM50 (asteroide 35820) é um asteroide da cintura principal. Possui uma excentricidade de 0.05601470 e uma inclinação de 6.21157º.
Este asteroide foi descoberto no dia 10 de maio de 1999 por LINEAR em Socorro.